# Raixid Nejmetdínov
Raixid Gibiatovitx Nejmetdínov (en tàtar: Рәшит Һибәт улы Нәҗметдинов, Räşit Hibät ulı Näcmetdinov, en rus: Рашид Гибятович Нежметдинов; 15 de desembre de 1912 - 3 de juny de 1974) va ser un eminent jugador i escriptor d'escacs soviètic, que tenia el títol de Mestre Internacional. També era jugador de dames.

## Primers anys
Nejmetdínov, d'ètnia tàtara va néixer a Aktubinsk, Imperi Rus, (actualment Aktobe, Kazakhstan). Tenia un talent natural tant per als escacs com per a les dames. Va aprendre a jugar als escacs veient altres escaquistes en un club d'escacs. A 15 anys va jugar el Torneig de Pioners de Kazan, i hi va guanyar les quinze partides. També va aprendre a jugar a dames en aquell moment. Durant la Segona Guerra Mundial, Nejmetdínov va servir a l'exèrcit, cosa que va retardar el progrés de la seva carrera escaquística fins al 1946.

## Resultats destacats en competició
Nejmetdínov era un jugador imaginatiu, d'atac, capaç de guanyar qualsevol altre jugador de qualsevol força. La FIDE li va concedir el títol de Mestre Internacional pel seu segon lloc darrere de Kortxnoi al torneig de Bucarest 1954, que va ser l'única vegada que va poder competir fora de la Unió Soviètica. Malgrat el seu extraordinari talent, mai no va poder obtenir el títol de Gran Mestre. Entre el 1950 i el 1958 va guanyar cinc cops el Campionat de Rússia.
Nejmetdínov va guanyar partides contra campions del món com Tal i Spasski. També va tenir èxit contra diversos Grans Mestres de talla mundial, com ara Bronstein, Polugaievski i Hèl·ler.
La partida Polugaevsky-Nejmetdínov de Sotxi 1958 és considerada com una de les millors partides d'escacs de la història, després d'un brillant sacrifici de dama de banda de Nejmetdínov.